# Лора Лінні
Лора Легетт Лінні  (англ. Laura Leggett Linney; нар. 5 лютого 1964, Нью-Йорк, США) — американська акторка кіно, телебачення і театру, співачка. Відома ролями у таких фільмах, як «Шоу Трумена», «Таємнича ріка», «Кінсі». Володарка чотирьох премій «Еммі», двох «Золотих глобусів» і премії Гільдії кіноакторів. Крім того, вона тричі була номінована на премію «Оскар» і п'ять разів — на театральну премію «Тоні».

## Біографія
Лора Лінні народилася на Мангеттені, Нью-Йорк, 5 лютого 1964 у сім'ї медсестри Меморіального онкологічного центру ім. Слоуна-Кеттерінга Міріам Андерсон Перс і драматурга Ромула Захарія Лінні IV. Батьки розлучилися, коли вона була немовлям, і Лінні жила з матір'ю в однокімнатній квартирі. Має зведену сестру Сьюзен від другого шлюбу батька.
Світ Лінні обертався навколо акторської професії з найменшого віку. У 1982 році вона закінчила Northfield Mount Hermon School, елітну підготовчу школу Нової Англії, у якій зараз очолює Раду з питань мистецтва. Перед тим як перевестися у Браунський університет, відвідувала Північно-Західний університет. У 1986 закінчила Браунський університет. Вивчала акторську майстерність у Джульярдській школі (1986–90). Здобула почесний ступінь докторки мистецтвознавства Джульярдської школи.
Після ґрунтовної освіти Лінн починає кар'єру на сцені Бродвею, отримує схвальні відгуки за роботу в таких п'єсах, як «Гедда Габлер» і «Шість ступенів віддалення».
З 1995 по 2000 була у шлюбі з актором Девідом Едкінсом. 2 травня 2009 Лора одружилася з агентом з нерухомості Марком Шауером, з яким зустрічалася 5 років. 8 січня 2014 народила сина Беннетта Армістіда Шауера. Має лабрадора, яку назвала Елеонорою Дузе, на честь італійської акторки.

## Кар'єра

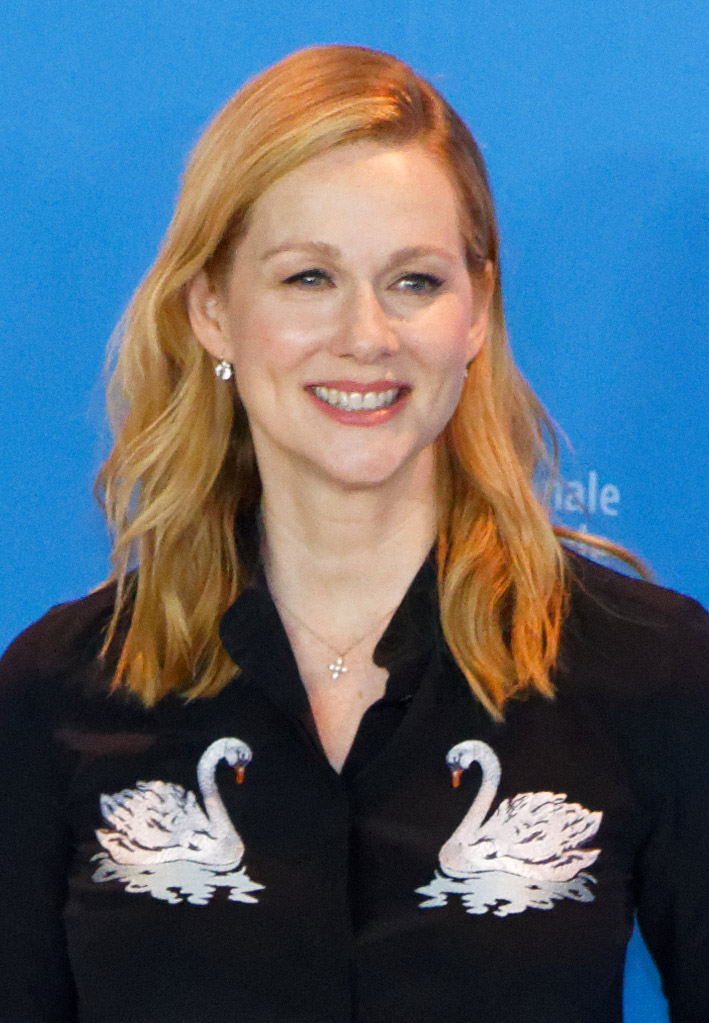
На 67 Берлінському міжнародному кінофестивалі, 2017 р.

Кінокар'єра Лінні почалася на початку 1990-х з невеликих ролей в «Олії Лоренцо» (1992) і «Дейв» (1993). Вона отримала роль Мері Енн Сінглтон в екранізаціях романів «Міські історії» американського письменника Армістеда Мопена. Перша істотна роль Лінні на великому екрані — колишньої дівчини героя Річарда Гіра в фільмі «Первісний страх» (1996) та її надзвичайна працьовитість принесли їй славу і ролі в найкращих фільмах. Клінт Іствуд обрав Лінні грати свою дочку (друга помітна роль) в 1997 році в «Абсолютній владі». Наступного року була роль в трагікомедії «Шоу Трумена» з Джимом Керрі.
У 2000 році Лінні була номінована на премію Оскар за роль у фільмі «Можеш розраховувати на мене».

## Фільмографія
| Рік       | Назва українською                   | Оригінальна назва                                | Жанр                       | Роль                      | Режисер                               | Інші актори                         |
| --------- | ----------------------------------- | ------------------------------------------------ | -------------------------- | ------------------------- | ------------------------------------- | ----------------------------------- |
| 1992      | Олія Лоренцо                        | Lorenzo's Oil                                    | драма                      | Молода вчителька          | Джордж Міллер                         | Нік Нолті, Сьюзен Серендон          |
| 1993      | Дейв                                | Dave                                             | комедія                    | Ренді                     | Айвен Райтман                         | Кевін Клайн, Сігурні Вівер          |
| 1993      | Міські історії                      | Tales of the City                                | драма, мелодрама           | Мері Енн Сінглтон         | Аластер Рейд                          |                                     |
| 1993      | Випуск 61−го                        | Class of '61                                     | бойовик, драма             | Лілі Мейгров              | Грегорі Гобліт                        | Клайв Овен                          |
| 1993      | У пошуках Боббі Фішера              | Searching for Bobby Fischer                      | драма                      | Шкільний вчитель          | Стівен Зейліан                        | Бен Кінгслі, Лоуренс Фішберн        |
| 1993      | Фрейзер                             | Frasier                                          | комедійний серіал          | Шарлотта                  | Девід Лі, Келсі Греммер та інші       |                                     |
| 1994      | Поворот долі                        | A Simple Twist Of Fate                           | мелодрама, комедія         | Ненсі Ламберт Ньюланд     | Гілліс МакКінон                       | Стів Мартін                         |
| 1995      | Конго                               | Congo                                            | фантастика, бойовик        | доктор Карен Росс         | Френк Маршалл                         |                                     |
| 1996      | Первісний страх                     | Primal Fear                                      | драма, трилер              | Джанет Венейбл            | Грегорі Гобліт                        | Річард Гір, Едвард Нортон           |
| 1997      | Абсолютна влада                     | Absolute Power                                   | драма, трилер              | Кейт Вітні                | Клінт Іствуд                          | Клінт Іствуд                        |
| 1998      | Шоу Трумена                         | The Truman Show                                  | фантастика, драма, комедія | Меріл Бербанк / Ханна Гіл | Пітер Вір                             | Джим Керрі                          |
| 1998      | Міські історії                      | More Tales of the City                           | мелодрама                  | Мері Енн Сінглтон         | П'єр Чанг                             |                                     |
| 1999      | Любовні листи                       | Love Letters                                     | драма                      | Меліса Гарднер Кобб       | Стенлі Донен                          | Стівен Вебер                        |
| 2000      | Lush                                | Lush                                             | комедія, драма             | Рейчел Ван Дайк           | Марк Гібсон                           |                                     |
| 2000      | Можеш розраховувати на мене         | You Can Count on Me                              | драма                      | Саманта Прескотт          | Кенет Лонерган                        | Марк Руффало                        |
| 2000      | Дім радості                         | The House of Mirth                               | драма, мелодрама           | Берта Дорсет              | Теренс Девіс                          |                                     |
| 2000      | Кандидат і його жінка               | Running Mates                                    | драма                      | Лорен Гартман             | Рон Лагомарсіно                       |                                     |
| 2000      | Мейз                                | Maze                                             | драма                      | Келлі                     | Роб Морроу                            |                                     |
| 2001      | Неприборкана Айріс                  | Wild Iris                                        | драма                      | Айріс Бравард             | Деніел Пітрі                          |                                     |
| 2001      | Міські історії                      | Further Tales of the City                        | драма                      | Мері Енн Сінглтон         | П'єр Чанг                             |                                     |
| 2001      | Людина метелик                      | The Mothman Prophecies                           | жахи, трилер, драма        | Конні Мілз                | Марк Пелінгтон                        | Річард Гір                          |
| 2002      | Проект Лярамі                       | The Laramie Project                              | драма                      | Шеррі Джонсон             | Мозес Кауфман                         | Ділан Бейкер                        |
| 2003      | Життя Девіда Гейла                  | The Life of David Gale                           | драма                      | Констанс                  | Алан Паркер                           | Кевін Спейсі, Кейт Вінслет          |
| 2003      | Таємнича ріка                       | Mystic River                                     | трилер, драма              | Анабет Маркум             | Клінт Іствуд                          | Шон Пенн                            |
| 2003      | Реальна любов                       | Love Actually                                    | комедія                    | Сара                      | Річард Кертіс                         | Г'ю Грант, Алан Рікман, Кіра Найтлі |
| 2004      | Постскриптум                        | P.S.                                             | драма                      | Луіза Харінгтон           | Ділан Кідд                            |                                     |
| 2004      | Кінсі                               | Kinsey                                           | драма                      | Клара МакМілан            | Біл Кондон                            | Ліам Нісон                          |
| 2005      | Кальмар і кит                       | The Squid and the Whale                          | драма, комедія             | Джоан Беркман             | Ной Баумбах                           |                                     |
| 2005      | Шість демонів Емілі Роуз            | The Exorcism of Emily Rose                       | трилер                     | Ерін Брунер               | Скотт Дерріксон                       | Том Вілкінсон, Дженніфер Карпентер  |
| 2006      | Джиндабайн                          | Jindabyne                                        | трилер, драма              | Клер                      | Рэй Лоуренс                           | Кріс Хейвуд                         |
| 2006      | Уроки водіння                       | Driving Lessons                                  | драма, комедія             | Лора Маршал               | Джереми Брок                          | Руперт Ґрінт                        |
| 2006      | Людина року                         | Man of the Year                                  | комедія                    | Елеонора Грін             | Баррі Левінсон                        | Робін Вільямс                       |
| 2006      | Найжаркіший штат                    | The Hottest State                                | драма                      | Джессі                    | Ітан Хоук                             | Марк Веббер                         |
| 2006      | Вірменський геноцид                 | Armenian Genocide                                | документальний, воєнний    | Марія Якобсен (озвучка)   | Ендрю Голдберг                        |                                     |
| 2006      | Зрада                               | Breach                                           | трилер, драма              | Кейт Бероуз               | Біллі Рей                             | Кріс Купер                          |
| 2007      | Діти Севіджа                        | The Savages                                      | драма                      | Венді                     | Тамара Дженкінс                       | Філіп Сеймур Гоффман                |
| 2007      | Щоденники няні                      | The Nanny Diaries                                | комедія, драма             | Місіс X                   | Шарі Спрінгер Берман, Роберт Пульчіні | Скарлетт Йоганссон                  |
| 2008      | Джон Адамс (мінісеріал)             | John Adams                                       | біографія, історія         | Ебігейл Адамс             | Том Гупер                             |                                     |
| 2008      | Інший чоловік                       | The Other Man                                    | трилер, драма              | Ліза                      | Ричард Ейр                            | Ліам Нісон                          |
| 2009      | Місто твого призначення             | The City of Your Final Destination               | драма                      | Кароліна                  | Джеймс Айвори                         | Ентоні Гопкінс                      |
| 2009      | Симпатія до прекрасного             | Sympathy for Delicious                           | драма                      | Ніна Хог                  | Марк Руффало                          | Марк Руффало                        |
| 2010      | Ранок                               | Morning                                          | драма                      | доктор Гудмен             | Ліленд Орсер                          |                                     |
| 2010—2013 | Невиліковне Це (серіал)             | The Big C                                        | драма                      | Кеті Джемісон             | Майкл Енглер, Крейг Зіск та інші      |                                     |
| 2012      | Гайд парк на Гудзоні                | Hyde Park on Hudson                              | драма, комедія, історія    | Дейзі                     | Роджер Мішелл                         | Білл Мюррей                         |
| 2013      | П'ята влада                         | The Fifth Estate                                 | трилер, драма, біографія   | Сара Шоу                  | Білл Кондон                           | Бенедикт Камбербетч                 |
| 2015      | Містер Холмс                        | Mr. Holmes                                       | драма                      |                           | Білл Кондон                           |                                     |
| 2016      | Геній                               | Genius                                           | драма                      | Луїза Саундерс            | Майкл Грандадж                        | Колін Ферт                          |
| 2016      | Підлітки-мутанти черепашки-ніндзя 2 | Teenage Mutant Ninja Turtles: Out of the Shadows | екшн                       |                           | Дейв Грін                             |                                     |
| 2016      | Нічні звірі                         | Nocturnal Animals                                | драма                      | Енн Саттон                | Том Форд                              | Емі Адамс                           |
| 2017      | Вечеря                              | The Dinner                                       | драма                      | Клер Ломан                | Орен Мувермен                         | Річард Гір                          |
| 2017—2022 | Озарк (серіал)                      | Ozark                                            | драма, кримінал            | Венді Бьорд               | Джейсон Бейтман                       | Джейсон Бейтман, Джулія Гарнер      |
| 2019      | Казки міста (мінісеріал)            | Tales of the City                                | драма                      | Мері Енн Синглтон         |                                       |                                     |
| 2020      | Падіння                             | Falling                                          | драма                      | Сара Пітерсон             | Вігго Мортенсен                       | Вігго Мортенсен                     |
| 2023      | Клуб чудес                          | Miracle club                                     | драма                      |                           |                                       | Меггі Сміт, Кеті Бейтс              |
| TBA       | Сонячний берег                      | Suncoast                                         | драма                      |                           |                                       |                                     |

## П'єси
| Рік       | Назва українською        | Оригінальна назва         | Роль                           |
| --------- | ------------------------ | ------------------------- | ------------------------------ |
| 1990—1992 | Шість ступенів відалення | Six Degrees of Separation | Тесс                           |
| 1992      | Заочно                   | Sight Unseen              | Грета                          |
| 1992—1993 | Чайка                    | Чайка                     | Ніна                           |
| 1994      | Гедда Габлер             | Hedda Gabler              | Теа Ельвстед                   |
| 1995—1996 | Канікули                 | Holiday                   | Лінда Сетон                    |
| 1998      | Честь                    | Honour                    | Клавдія                        |
| 2000      | Дядя Ваня                | Дядя Ваня                 | Елена Андреевна                |
| 2002      | Суворе випробування      | The Crucible              | Елізабет Проктор               |
| 2004      | Заочно                   | Sight Unseen              | Патриція                       |
| 2008      | Небезпечні зв'язки       | Les liaisons dangereuses  | Маркіза де Мертоль             |
| 2010—2011 | Час зупиняється          | Time Stands Still         | Сара Гудвін                    |
| 2017      | Маленькі Лисички         | The Little Foxes          | Регіна Хаббард / Берді Хаббард |
| 2018—2020 | Мене звати Люсі Бартон   | My Name is Lucy Barton    | Люсі Бартон                    |
| 2023      | Літо, 1976               | Summer, 1976              | Діана                          |